# Medúza (pořad)
Medúza byla televizní hitparáda České televize vysílaná v letech 1992–2012. Původně šlo o animovaný písničkový automat bez moderátorů, který byl od roku 1994 součástí magazínu Mini-Maxi. Jako samostaný pořad byla Medúza vysílána opět od roku 1997.
Pro Medúzu bylo typické živé vysílání, do kterého mohli vstupovat telefonicky diváci s přáním konkrétní písničky z hitparády, kterou by chtěli v televizi zahrát. Hlavním prvkem pořadu byly videoklipy doplněné rubrikami s novinkami ze showbyznysu a rozhovory s hudebními skupinami či interprety. Jedním ze základních kamenů, na kterém byla postavena popularita a jedinečnost tohoto pořadu, byla interaktivní hra, ve které mohl divák vyhrát drobnou cenu. Všechny části pořadu byly natáčeny ve studiu před zeleným pozadím, kam byla po vyklíčování vložena grafika.
Pořad od roku 1998 uváděli Aleš Juchelka a Richard Krajčo. V roce 2009 Medúzu začala moderovat Klára Vytisková. Zprvu se Medúza vysílala v sobotu po 10. hodině na ČT1. V letech 1998–2005 se hitparáda vysílala každou středu odpoledne na ČT1, od roku 2006 do roku 2010 každý čtvrtek a v posledních 2 letech každou sobotu v 18.55 na ČT2. Na konci roku se vždy odvysílal speciál pod názvem Zlatá Medúza, kde se hlasovalo o nejlepší klip roku.